# Rowan McKellar
Pour les articles homonymes, voir McKellar.
Rowan McKellar, née le 24 mai 1994 à Glasgow, est une rameuse britannique.

## Carrière
Elle fait des études en sociologie à l'Université de Californie à Berkeley.
En2019, elle est médaillée d'argent en huit aux Championnats d'Europe.
En 2022, elle remporte l'or en quatre sans barreur aux Championnats d'Europe et aux Championnats du monde,. L'année suivante, elle remporte le bronze en quatre sans barreur aux Championnats du monde 2023.
Lors du dernier jour des compétitions d'aviron aux Jeux olympiques d'été de 2024, elle remporte avec l'équipage britannique la médaille de bronze en huit.